# Cygnus (космічний корабель)
Cygnus («Сигнус»; від лат. Cygnus — сузір'я Лебедя) — автоматичний безпілотний транспортний космічний корабель постачання. Розроблений корпорацією Orbital Sciences Corporation (нині підрозділ корпорації Northrop Grumman Space Systems) в рамках проекту NASA «Commercial Resupply Services». Корабель призначений для поставок на Міжнародну космічну станцію (МКС) вантажів після виведення космічних кораблів Спейс Шаттл з експлуатації. З серпня 2000 року безпілотні постачання МКС регулярно здійснювалися російськими кораблями «Прогрес», а також двічі на рік запусками автоматичних транспортних кораблів ЄКА та JAXA. З кораблем «Cygnus» NASA прагне посилити свої партнерські відносини з вітчизняними комерційними космічними компаніями. Корабель «Cygnus» не призначений для повернення вантажів на Землю, після завершення місії його зводять з орбіти і він згоряє у щільних шарах атмосфери.

## Передумови створення
Термін експлуатації шатлів закінчився в липні 2011 року, а новий пілотований корабель, у зв'язку із закриттям програми «Сузір'я», у розпорядженні НАСА з'явиться ще не скоро. З цієї причини, доставку американських астронавтів на МКС, за домовленістю з Роскосмосом почала здійснювати Росія, а доставку вантажів — російський корабель «Прогрес» (регулярні безпілотні місії постачання МКС з серпня 2000 року), а також європейський автоматичний транспортний корабель «ATV» (один рейс кожні 13-15 місяців) і японський «HTV». Таким чином, НАСА ставала залежною від своїх партнерів за програмою МКС. У зв'язку з цим, керівництво НАСА ухвалило рішення про початок робіт за програмою «CRS». Суть програми полягає у створенні приватними компаніями недорогих кораблів для доставки вантажів на орбіту. У результаті проведеного конкурсного відбору НАСА уклало контракти на створення кораблів і ракет-носіїв для їх виведення на орбіту з компаніями «Space Exploration Technologies Corporation» (система «Falcon 9»/«Dragon») і «Orbital Sciences Corporation» (Orbital) (система «Antares»/«Cygnus»). За допомогою кораблів «Cygnus» і «Dragon», НАСА прагне знизити залежність від своїх міжнародних партнерів в обслуговуванні МКС.

## Технічні дані
Зовні «Cygnus» схожий на розроблений ЄКА корабель «ATV». Корабель складається з двох модулів циліндричної форми: відсіку корисного вантажу і обладнаного сонячними батареями приладно-агрегатного відсіку.
Є два типи вантажних модулів, які планується використовувати.

## Конфігурації

### Standart
Перший тип герметизований вантажний модуль на основі італійського побудованого багатоцільового модуля постачання. Ця версія має масу брутто 3500 кг, корисне навантаження масою 2000 кг і загальний об'єм під тиском 18,7 м3.

### Enchanced
Другий тип заснований на варіанті НАСА EXPRESS Racks. Цей варіант також має масу брутто 3500 кг з очікуваною масою корисного навантаження 2700 кг, залежно від використаної конфігурації, загальний об'єм під тиском складатиме 26 м3. Космічний апарат стикується з Міжнародною космічною станцією, маневруючи близько до космічної станції, де маніпулятор Канадарм2 захоплює космічний апарат і пристиковувати його на стикувальний вузол модуля Гармонія в аналогії з японським H-II Transfer Vehicle та «Dragon». Вантажний модуль не забезпечує можливість повернення вантажів на землю, але модулі можуть бути завантажені застарілим обладнанням для знищення його при спуску, подібно російському кораблю «Прогрес».
Розглядається варіант корабля «Cygnus» з роботизованою рукою. Такий варіант космічного буксира підходить для підтримки Міжнародної космічної станції та інших космічних станцій і доставки палива та вантажів.

## Польоти
Вогневі відпрацювання корабля відбулися в лютому 2013 року.
Перший політ мас-габаритного макету корабля здійснено 21 квітня 2013 року. Маса макета (≈ 3800 кг) відповідала масі розроблюваного на той момент космічного транспортного корабля.
Перший політ корабля «Cygnus» — Cygnus Orb-D1 — в безпілотному режимі до Міжнародної космічної станції в рамках програми «COTS» було здійснено 17 вересня 2013 року. Космічний корабель доставив екіпажу орбітального комплексу близько 700 кг вантажів, у тому числі одяг, продукти, предмети першої необхідності і матеріали для наукових експериментів.
Усі місії в даний час запускаються зі стартового майданчика LP-0A Середньоатлантичного регіонального космопорту.
| Назва                           | Стартовий комплекс                    | Дата, час (Всесвітній координований час (UTC) | Дата, час (Всесвітній координований час (UTC) | Дата, час (Всесвітній координований час (UTC) | Тип апарата «Сигнус» | Ракета-носій   | Примітки |
| ------------------------------- | ------------------------------------- | --------------------------------------------- | --------------------------------------------- | --------------------------------------------- | -------------------- | -------------- | --- |
| Назва                           | Стартовий комплекс                    | запуску                                       | стикування з МКС                              | відстиковка                                   | Тип апарата «Сигнус» | Ракета-носій   | Примітки |
| Масо-габаритний макет «Сигнуса» | Уоллопс/MARS LP-0A                    | 21.04.2013, 21:00                             | -                                             | -                                             | Макет                | «Антарес-110»  | Макет (~3800 кг) корабля «Сигнус» був виведений на орбіту першим випробувальним пуском ракети-носія «Антарес» |
| «Cygnus Orb-D1»                 | Уоллопс/MARS LP-0A                    | 18.09.2013, 14:58                             | 29.09.2013                                    | 23.10.2013                                    | Стандартний          | «Антарес-110»  | Перший демонстраційний політ до МКС програми COTS; другий запуск «Антареса» |
| «Cygnus CRS Orb-1»              | Уоллопс/MARS LP-0A                    | 09.01.2014, 18:07                             | 12.01.2014                                    | 19.02.2014                                    | Стандартний          | «Антарес-120»  | Перший комерційний політ до МКС за програмою CRS |
| «Cygnus CRS Orb-2»              | Уоллопс/MARS LP-0A                    | 13.07.2014                                    | 16.07.2014                                    | 15.08.2014                                    | Стандартний          | «Антарес-120»  | Доставка вантажу на МКС. Близько 40 днів у зістикованому стані з МКС. Запуск був перенесений з 01.05.2014, 06.05.2014, 10.06.2014 (з причини відмови при випробуванні двигуна першого ступеня; двигун призначався для іншого запуску) |
| «Cygnus CRS Orb-3»              | Уоллопс/MARS LP-0A                    | 28.10.2014                                    | —                                             | —                                             | Стандартний          | «Антарес-130»  | Перший пуск «Антареса» з модифікацією другого ступеня «Castor 30XL». Запуск був перенесений з 3 жовтня 2014. Місія завершилася невдало через аварію ракети-носія за декілька секунд після запуску. |
| «Cygnus CRS Orb-4»              | Уоллопс/MARS LP-0A                    | 06.12.2015                                    | 09.12.2015                                    | 19.02.2016                                    | Покращений           | Atlas V 401    | Доставка вантажу до МКС, утилізація сміття під час зворотнього польоту |
| «Cygnus CRS OA-6»               | Уоллопс/MARS LP-0A                    | 23.03.2016, 03:05                             | 26.03.2016, 14:52                             | 14.06.2016, 13:30                             | Покращений           | Atlas V 401    | П'ятий комерційний політ до МКС. Другий запуск з ракетою-носієм Атлас-5. Доставка продуктів харчування та одягу для членів екіпажу, матеріалів для наукових досліджень, обладнання і деталей для станції, обладнання для виходу у відкритий космос, комп'ютерів та комплектуючих, 3D-принтер, а також 20 наносупутників Flock-2d для запуску зі станції. |
| «Cygnus CRS OA-5»               | Уоллопс/MARS LP-0A                    | 17.10.2016                                    | 23.10.2016                                    | 27.10.2017                                    | Покращений           | «Антарес-230»  | Шостий комерційний політ до МКС. Корисне навантаження — 4870 кг, включає обладнання і матеріали для наукових експериментів. |
| «Cygnus CRS Orb-7»              | База ВПС США на мисі Канаверал SLC-41 | 18.04.2017                                    | 22.04.2017                                    | 11.06.2017                                    | Покращений           | «Atlas V-401»  | Сьомий комерційний політ до МКС. Корисне навантаження — понад 3,5 т, включає обладнання і матеріали для наукових експериментів. |
| «Cygnus CRS Orb-8»              | Уоллопс/MARS LP-0A                    | 12.11.2017                                    | 14.11.2017                                    | 05.12.2017                                    | Покращений           | «Антарес-230»  | Восьмий комерційний політ до МКС. Доставлено 3338 кг вантажу, в тому числі — іжа та речі для екіпажу, матеріали для наукових експериментів, обладнання і деталі станції. |
| «Cygnus CRS Orb-9»              | Уоллопс/MARS LP-0A                    | 21.05.2018                                    | 24.05.2018                                    | 15.07.2018                                    | Покращений           | «Антарес-230»  | Дев'ятий комерційний політ до МКС. Корисне навантаження — 3350 кг. |
| «Cygnus NG-10»                  | Уоллопс/MARS LP-0A                    | 17.11.2018                                    | 19.11.2018                                    | 08.02.2019                                    | Покращений           | «Антарес-230»  | Десятий комерційний політ до МКС. Корисне навантаження — 3350 кг. |
| «Cygnus NG-11»                  | Уоллопс/MARS LP-0A                    | 17.04.2019                                    | 19.04.2019                                    | 06.08.2019                                    | Покращений           | «Антарес-230»  | Одинадцятий комерційний політ до МКС. Корисне навантаження — 3750 кг. |
| «Cygnus NG-12»                  | Уоллопс/MARS LP-0A                    | 2.11.2019                                     | 4.11.2019                                     | 31.01.2020                                    | Покращений           | «Антарес-230+» | Дванадцятий комерційний політ до МКС. Корисне навантаження — близько 3,7 тонн (продовольство, обладнання і матеріали для наукових досліджень). |
| «Cygnus NG-13»                  | Уоллопс/MARS LP-0A                    | 15.02.2020                                    | 18.02.2020                                    | 11.05.2020                                    | Покращений           | «Антарес-230+» | Тринадцятий комерційний політ до МКС, в ході якого доставлено 3633 кг вантажу. |
| «Cygnus NG-14»                  | Уоллопс/MARS LP-0A                    | 03.10.2020                                    | 05.10.2020                                    | 06.01.2021                                    | Покращений           | «Антарес-230+» | Чотирнадцятий комерційний політ до МКС. Корисне навантаження становить 3,551 кг. |
| «Cygnus NG-15»                  | Уоллопс/MARS LP-0A                    | 20.02.2021                                    | 22.02.2021                                    | 29.06.2021                                    | Покращений           | «Антарес-230+» | П'ятнадцятий комерційний політ до МКС. Корисне навантаження становить 3,810 кг. |
| «Cygnus NG-16»                  | Уоллопс/MARS LP-0A                    | 10.08.2021                                    | 12.08.2021                                    | 20.11.2021                                    | Покращений           | «Антарес-230+» | Шістнадцятий комерційний політ до МКС. Корисне навантаження становить 3723 кг. |
| «Cygnus NG-17»                  | Уоллопс/MARS LP-0A                    | 19.02.2022                                    | 21.02.2022                                    | 28.06.2022                                    | Покращений           | «Антарес-230+» | Сімнадцятий комерційний політ до МКС. Корисне навантаження становить 3651 кг. |
| «Cygnus NG-18»                  | Уоллопс/MARS LP-0A                    | 7.11.2022                                     | 9.11.2022                                     | 21.04.2023                                    | Покращений           | «Антарес-230+» | Вісімнадцятий комерційний політ до МКС. Корисне навантаження становить 3707 кг. |
| «Cygnus NG-19»                  | Уоллопс/MARS LP-0A                    | 2.08.2023                                     | 4.08.2023                                     | 22.12.2023                                    | Покращений           | «Антарес-230+» | Дев'ятнадцятий комерційний політ до МКС. Корисне навантаження становить 3729 кг. |
| «Cygnus NG-20»                  | Уоллопс/MARS LP-0A                    | 30.01.2024                                    | 1.02.2024                                     | 13.07.2024                                    | Покращений           | «Антарес-230+» | Двадцятий комерційний політ до МКС. Корисне навантаження становить 3726 кг. |
| «Cygnus NG-21»                  | Уоллопс/MARS LP-0A                    | 4.08.2024                                     | 6.08.2024                                     | 28.03.2025                                    | Покращений           | «Антарес-230+» | Двадцять перший комерційний політ до МКС. Корисне навантаження становить 3857 кг. |